# Flettner Fl 265
El Flettner Fl 265 va ser un helicòpter experimental dissenyat per Anton Flettner.

## Disseny i desenvolupament
Aquest helicòpter, desenvolupat el 1938 amb el suport de la Kriegsmarine, va fer possible, per primera vegada, el pas d'ala rotativa a l'autorotació i tornada, convertint-lo en l'helicòpter més segur del seu temps. En contrast amb el Flettner Fl 185, el Fl 265, és el primer exemple de d'un sincròpter, tenia dos rotors entrecreuats de 12 m de diàmetre, alimentats per un motor radial BMW-Bramo Sh 14 de 160 CV (119 Kw) situat al morro del fuselatge, equipat amb un ventilador per ajudar la refrigeració. Es van construir sis helicòpters, però no va entrar en producció, ja que Flettner havia dissenyat el Flettner Fl 282 Kolibri i aquest es el que es va fabricar finalment.